# Тайкон, Катарина
Катарина Мария Тайкон-Лангхаммер (швед. Katarina Maria Taikon-Langhammer; 29 июля 1932, Альмбю, Эребру, Швеция — 30 декабря 1995; Иттерхогдаль, Херьедален, Швеция) — шведская детская писательница цыганского происхождения.
Дебют Катарины Тайкон как писательницы состоялся в 1963 году с автобиографической книгой «Цыганка» (Zigenerska). Известность ей принесла серия детских книг о приключениях цыганочки Катитци, первая книга которой была издана в 1969 году. Будучи цыганкой, Катарина Тайкон также активно участвовала в общественных дискуссиях касательно прав шведских цыган.

## Биография
Катарина Тайкон родилась 29 июля 1932 года в палаточном лагере в Альмбю и была четвёртым ребёнком у шведки Агды Карлссон и цыгана Юхана Тайкона. Отец Катарины, Юхан Тайкон, приехал в Швецию из России в 1900 году. С матерью Катарины он познакомился в Гётеборге, где она работала официанткой в ресторане, а он подрабатывал скрипачом. У него уже была жена, немолодая русская женщина, которая в прошлом была балериной Большого театра. Она была не против чтобы он взял себе молодую жену. У Катарины Тайкон были старший брат и две сестры — сестра Роза, которая также стала мастерицей по серебру и известным общественным деятелем, брат Пауль и сестра Паулина. Кроме того, певец Кальдарас, Ханс является её двоюродным братом. Её мать умерла от туберкулёза, когда ей было девять месяцев. После этого отец попытаться устроить своих детей в школу, но это удалось лишь через несколько месяцев, так как в школе не хотели принимать детей цыган. В возрасте пяти лет Катарина Тайкон была помещена в приёмную семью бездетной пары из Шеллефтео, а спустя два года в детский дом в Умео под именем Кетти Карлссон, откуда её вскоре забрал отец. Через несколько лет после смерти Агды, её отец женился в третий раз, на шведке по имени Сив, которая была жестокой мачехой, бившей своих падчериц и потребовавшей от мужа отправить первую жену в другой лагерь.
В возрасте тринадцати лет, когда семья разбила лагерь в Тантолундене, Катарина Тайкон впервые пошла в школу, где подверглась издевательствам и преследованиям. Проучившись в школе всего лишь год, в возрасте четырнадцати лет Катарина Тайкон вышла замуж за человека на 6 лет старше её и отправилась жить с ним в его лагерь в пригороде Стокгольма, но брак оказался несчастливым, и спустя несколько месяцев она вернулась обратно в Тантолунден.
Когда Катарине Тайкон было шестнадцать лет, она сыграла ключевую роль в короткометражном фильме Арне Суксдорфа «Неполадки» (Uppbrott).
В конце 1940-х годов она оставила семейный лагерь и отправилась жить в Городской миссионерский дом для девочек, прежде чем она получила собственную квартиру. После она также снялась в нескольких фильмах. В 1963 году Катарина Тайкон опубликовала свою первую автобиографическую книгу «Цыганка», в которой она описала предвзятое отношение общества к цыганам. Это стало её первым шагом в борьбе за равные права, когда она, цыганка, написала о жизни цыган в Швеции.
В течение почти двадцати лет Катарина Тайкон боролась за право цыган на образование, жильё и труд в Швеции на равных условиях с представителями других национальностей. Как общественная деятельница она поднимала проблемы в прессе, организовывала демонстрации, помогала открывать школы и общалась с премьер-министрами Швеции Таге Эрландером и Улофом Пальме, обращая их внимание на положение своего народа.
Первая её детская книга из серии «Катитци» была издана осенью 1969 года и обрела мгновенный успех, после чего Тайкон продолжила писать книги о приключениях цыганочки Катитци, основываясь на своих воспоминаниях.
В 1982 году у Тайкон произошла остановка сердца, и она впала в кому вплоть до своей смерти в 1995 году.
Осенью 2012 Лоуен Мохтади опубликовала автобиографию Катарины Тайкон под названием «День, когда я буду свободна».

### Катитци
- Katitzi (Катитци), 1969
- Katitzi och Swing (Катитци и Суинг), 1970
- Katitzi i ormgropen (Катитци в яме со змеями), 1971
- Katitzi rymmer (Катитци держится), 1971
- Katitzi, Rosa och Paul (Катитци, Роза и Пауль), 1972
- Katitzi i Stockholm (Катитци в Стокгольме), 1973
- Katitzi och Lump-Nicke (Катитци и Люмп-Нике), 1974
- Katitzi i skolan (Катитци в школе), 1975
- Katitzi Z-1234 (Катитци Z-1234)
- Katitzi barnbruden (Катитци — маленькая невеста), 1977
- Katitzi på flykt (Катитци в бегах), 1978
- Katitzi i Gamla sta’n (Катитци в старом городе), 1979
- Uppbrott (Неполадки), 1980